# Kabinet-Wirth I
Het Kabinet-Wirth I regeerde in de Weimarrepubliek van 10 mei 1921 tot 22 oktober 1921. Dit kabinet kwam tot stand nadat de DVP haar steun aan het vorige kabinet had opgezegd. Deze regering bestaat uit een Weimarcoalitie van de centrumlinkse partijen Zentrum, SPD en DDP. De gevolgen van de volksraadpleging in Opper-Silezië leidden tot het ontslag van dit kabinet. Op 26 oktober legde kabinet-Wirth II de eed af.

## Kabinet–Wirth I
| Ambtsbekleder                  | Ambtsbekleder      | Ambtsbekleder                               | Functie(s)                            | Ambtstermijn     | Ambtstermijn     | Partij(en) |
| ------------------------------ | ------------------ | ------------------------------------------- | ------------------------------------- | ---------------- | ---------------- | ---------- |
|                                | Joseph Wirth       | Joseph Wirth (1879–1956)                    | Rijkskanselier                        | 10 mei 1921      | 14 november 1922 | DZ         |
| Rijksminister van Financiën    | Joseph Wirth       | Joseph Wirth (1879–1956)                    | 27 maart 1920                         | 22 oktober 1921  |                  | DZ         |
|                                | Gustav Bauer       | Gustav Bauer (1870–1944)                    | Vicekanselier                         | 10 mei 1921      | 14 november 1922 | SPD        |
| Rijksminister van de Schatkist | Gustav Bauer       | Gustav Bauer (1870–1944)                    |                                       | 10 mei 1921      | 14 november 1922 | SPD        |
|                                |                    | Georg Gradnauer (1866–1946)                 | Rijksminister van Binnenlandse Zaken  | 10 mei 1921      | 22 oktober 1921  | SPD        |
|                                | Joseph Wirth       | Joseph Wirth (1879–1956)                    | Rijksminister van Buitenlandse Zaken  | 10 mei 1921      | 21 mei 1921      | DZ         |
|                                | Friedrich Rosen    | Friedrich Rosen (1856–1935)                 | Rijksminister van Buitenlandse Zaken  | 21 mei 1921      | 22 oktober 1921  | O          |
|                                | Eugen Schiffer     | Eugen Schiffer (1860–1954)                  | Rijksminister van Justitie            | 10 mei 1921      | 22 oktober 1921  | DDP        |
|                                | Robert Schmidt     | Robert Schmidt (1864–1943)                  | Rijksminister van Economische Zaken   | 10 mei 1921      | 14 november 1922 | SPD        |
|                                | Otto Geßler        | Otto Geßler (1875–1955)                     | Rijksminister van Defensie            | 27 maart 1920    | 20 januari 1928  | DDP        |
|                                | Heinrich Brauns    | Heinrich Brauns (1868–1939)                 | Rijksminister van Arbeid              | 20 juni 1920     | 12 juni 1928     | DZ         |
|                                | Wilhelm Groener    | Generalleutnant Wilhelm Groener (1867–1939) | Rijksminister van Verkeer             | 25 juni 1920     | 13 augustus 1923 | O          |
| Vacant                         | Vacant             | Vacant                                      | Rijksminister van Wederopbouw         |                  |                  |            |
|                                | Walther Rathenau   | Walther Rathenau (1867–1922)                | Rijksminister van Wederopbouw         | 29 mei 1921      | 22 oktober 1921  | DDP        |
|                                | Andreas Hermes     | Andreas Hermes (1878–1964)                  | Rijksminister van Voedsel en Landbouw | 27 maart 1920    | 10 maart 1922    | DZ         |
|                                | Andreas Hermes     | Andreas Hermes (1878–1964)                  | Rijksminister van Voedsel en Landbouw | 27 maart 1920    | 10 maart 1922    | DZ         |
|                                | Johannes Giesberts | Johannes Giesberts (1865–1938)              | Rijksminister van Posterijen          | 13 februari 1919 | 14 november 1922 | DZ         |